# Поморцев, Альберт Иванович
Альберт Иванович Поморцев (р. 28 сентября 1939 года) — президент (1997—2005) Международной федерации хоккея с мячом (IBF). Заслуженный работник физической культуры Российской Федерации (1992).

## Карьера
Кандидат в мастера спорта (хоккей с мячом и лыжные гонки).
В 1970-х годах в Кемерове работал инструктором, а позже — заведующим отделом оборонной и спортивно-массовой работы в Кемеровском обкоме комсомола. 1969-1975 занимал пост председателя областного спорткомитета.
С 1975 по 1983 г. занимал должность начальника Управления зимних видов спорта Спорткомитета СССР.
Президент Федерации хоккея с мячом России (1992—2009). Член Исполкома, почетный президент ФХМР.
Вице-президент (1993—1997), президент (август 1997 — июль 2005 года) Международной федерации хоккея с мячом (IBF). Член Исполкома IBF.
Почётный гражданин Кузбасса с 2003 года.
Имеет два высших образования: юридическое и физкультурное (ГЦОЛИФК, 1980).
Автор книг «Русский хоккей с сибирским характером» (2010) и «Времена не выбирают» (2012).

## Награды
- Орден «За заслуги перед Отечеством» IV степени (26 апреля 2007 года)
- Орден Почёта (26 января 1998 года)
- Орден Дружбы (16 октября 2002 года)
- Медаль «За трудовое отличие» (9 апреля 1980 года)[2]
- Заслуженный работник физической культуры Российской Федерации (20 октября 1992 года)
- Благодарность Президента Российской Федерации (21 мая 1999 года)